# 藤原経家 (非参議)
藤原 経家（ふじわら の つねいえ）は、平安時代後期から鎌倉時代初期にかけての公卿・歌人。六条を号し、六条三位とも称された。

## 経歴
久寿元年12月（1155年2月）に叙爵。永暦元年（1160年）右衛門佐を務め、応保2年（1162年）従五位上に叙される。
阿波権介を経て、二条天皇の崩御後も永万2年（1166年）従四位下・中務権大輔に叙任されるなど昇進を見せた。承安4年（1174年）正四位下に昇り、近江介、右衛門佐を歴任。寿永元年12月（1183年1月）に宮内卿、元暦2年（1185年）には内蔵頭を務め、文治5年（1189年）に従三位に叙され公卿に列した。建久9年（1198年）には正三位に進んだ。
承元2年（1208年）閏4月15日七条北東洞院の西辺りから火災が発生。大風が吹き、経家の邸も火に巻き込まれ焼失した。同年9月に出家。翌承元3年（1209年）9月19日に赤痢病のため61歳で薨去。
歌人としても活躍し別雷社歌合や六百番歌合などに出詠。勅撰和歌集にも歌が残る。

## 官歴
※以下、『公卿補任』の記載に従う。
- 久寿元年12月28日（1155年2月1日）：従五位下（公嘉門院返上年々未給叙之）
- 永暦元年（1160年）4月3日：右衛門佐
- 応保2年（1162年）正月5日：従五位上（佐労）
- 長寛3年（1165年）正月23日：阿波権介、12月30日：昇殿
- 永万2年[3]（1166年）5月19日：中務権大輔（以佐相轉平忠度）、従四位下（臨時）
- 仁安3年（1168年）11月13日：近江介兼字（去年任中務権大輔之時無兼字）、10月20日：従四位上（大嘗會国司）
- 承安4年（1174年）正月5日：正四位下（皇嘉門院當年御給）
- 治承5年（1181年）4月6日：近江介、右衛門佐、11月14日：正四位上
- 寿永元年12月10日（1183年1月5日）：宮内卿
- 元暦2年（1185年）6月10日：内蔵頭
- 文治5年（1189年）7月10日：従三位
- 建久9年（1198年）11月21日：正三位（臨時）
- 承元2年（1208年）9月7日：出家

## 系譜
- 父：藤原重家
- 母：藤原家成の娘
- 妻：難波頼輔の娘
  - 長男：藤原家衡（1179-1245）
- 妻：藤原光忠の娘または源定房の娘
  - 次男：藤原家季（1192-1250）
- 妻：不詳（生母不明）
  - 男子：藤原経重
  - 男子：藤原家方
  - 男子：承快
  - 男子：覚経
  - 女子：九条良輔室
  - 女子：藤原頼房室